# Glen Rock (New Jersey)
Glen Rock est un borough situé dans le comté de Bergen dans l'État du New Jersey. En 2010, sa population est de 11 601 habitants.

## Personnalités
- Stephanie Pfriender Stylander, photographe de mode américaine, est née à Glen Rock.

## Source de la traduction
- (en) Cet article est partiellement ou en totalité issu de l’article de Wikipédia en anglais intitulé « Glen Rock, New Jersey » (voir la liste des auteurs).